# Chauffayer
Chauffayer är en kommun i departementet Hautes-Alpes i regionen Provence-Alpes-Côte d'Azur i sydöstra Frankrike. Kommunen ligger  i kantonen Saint-Firmin som ligger i arrondissementet Gap. År 2015 hade Chauffayer 383 invånare.

## Befolkningsutveckling
Antalet invånare i kommunen Chauffayer
Referens:INSEE